# 醜陋的中國人
《醜陋的中國人》是臺灣通俗歷史作家柏楊的著作。本书为柏楊在各種公開场合演講的講稿集結合成的。他在這書中將中國文化比喻為醬缸，而柏楊在海外發表的文章與演講都著重於談論中國人的醜陋與劣根性。

## 概要
柏楊以醬缸文化來形容中國文化，「我們的醜陋，是在於我們不知道自己的醜陋」，以此為中心点談論中國文化，以喚起中華民族對自身的反省。柏楊認為，反省是走向進步的開始。
此書分為上下兩輯。上輯“沉痛出擊”以柏楊本身在公開講演及短文方式發表於報紙專題集結合而成，《缺少敢講敢想的靈性》、《對事不對人》、《只我例外》、《第一是保護自己》、《把羞愧當榮耀》、《不會笑的動物》等短文皆摘錄於柏楊本身其他如《不悟集》、《候罵集》、《猛撞醬缸集》、《踩了他的尾巴》等等雜文著作。下輯“怒濤拍岸”則是集結各界對於柏楊所發表雜文的正反回應。
本書為集結短文及演講稿方式進行編輯出版，除柏楊本身代序外，為集結各式柏楊針對中國“醬缸文化”所發表文章所組成之書籍。

## 出版情況
《醜陋的中國人》一書於1985年在臺灣林白出版社於《島嶼文庫》叢書列中首刷出版。1986年12月，花城出版社与湖南文艺出版社各自出版《醜陋的中國人》第一本中国大陆版，然後大陸出現「柏楊熱」；但八九學潮爆發，於是柏楊的所有書本都被全面查禁和發售，至2004年才可以再次印刷和發售。
中國大陸出版六個版本的《醜陋的中國人》，各个版本之间存在区别，湖南文艺出版社和古吴轩出版社的内容改动较大，而花城出版社的版本改动较小，尽可能的“保持原版风貌”，1986年出版的版本最多。
2021年11月，柏楊遺孀張香華表示，柏楊遺言《醜陋的中國人》功成身退，將於與遠流出版公司及人民文學出版社於2024年合約到期後不再發行此書，「柏楊生前一再交代，當大陸文明已經進步了，就要廢除這本書的發行」。張香華直言，她不同意授權現在的教科書摘錄此書的一大原因，在於無法苟同現在台灣教育和新課綱的去中國化甚至反中，「在對中國文化知之甚少的情況下，即便讀了柏楊的文章，又怎能領會柏楊的精神」；因此，自2016年以來她持續收到教科書的授權邀請，她一律拒絕，以防有心人士「利用其書名來辱華」。2021年11月17日，澎湃新闻记者致电人民文学出版社，人民文学出版社编辑部相关工作人员表示，目前并未有进一步消息。

## 評論
中共中央总书记胡耀邦任内最后一次在全国性会议上讲话：“《丑陋的中国人》，主要将大陆为斗争对象，有人赞成、有人不赞成；可以用这些东西来激发我们的斗志，有好处”。
李敖著书《丑陋的中国人研究》，对柏杨及《丑陋的中国人》进行批判。李敖认为，所谓“丑陋的中国人”，只是一种刻板印象而已；柏杨将一部份中国人的丑陋加诸于所有中国人之上，是懦夫的行为；作为中国国民党“文学侍从之臣”的柏杨，才真正是丑陋的中国人。李敖著书《大江大海骗了你：李敖秘密谈话录》更批：“我深知柏杨是国民党‘文学侍从之臣’出身。他离开国民党核心，不再得宠，原因是桃色事件、不是思想事件。他即使是在入狱前夜，还深信他的国民党老上司李焕和蒋经国可以帮他妻子出国。”
香港学者孙国栋在《明报月刊》发表《就教于柏杨先生——评〈丑陋的中国人〉》（1986年11月，第251期）、《评〈丑陋的中国人〉引起的风波——兼谈柏杨先生的谎言及其近作》（1988年2月，第266期）、《再评柏杨著〈丑陋的中国人〉》（1988年7月，第271、272期），被称为“孙柏之争”。
自由撰稿人徐百川認為，認不清內憂外患對政治局勢的嚴峻影響力，把近代中國的獨裁專制和傳統文化串聯在一起，把傳統文化蔑稱為醬缸文化，完全是一種淺薄直觀的表面看法。
中國大陸作家馮驥才表示，他在美國各大學訪問時，所遇到的華人幾乎都會提起柏楊；柏楊所批判的醬缸文化、官場文化，對一代人的啟蒙影響甚深。

## 書籍資料
- 《醜陋的中國人》，林白出版社，1985年8月初版
- 《醜陋的中國人》，花城出版社，1986年初版
- 《醜陋的中國人》，湖南文艺出版社，1986年初版
- 《醜陋的中國人》，时事出版社，1986年初版
- 《醜陋的中國人》，时代文艺出版社，1987年初版
- 《醜陋的中國人》，星光出版社，1992年7月初版，ISBN 957-677-066-1
- 《醬缸震盪：再論醜陋的中國人》，星光出版社，1995年8月初版，ISBN 957-677-208-7
- 《醜陋的中國人》，古吴轩出版社，2004年8月初版，ISBN 7-80574-864-0
- 《醜陋的中國人》，人民文學出版社，2008年4月初版，ISBN 978-7-02-006901-9
- 《醜陋的中國人 2008紀念版》，遠流出版公司，2008年5月初版，ISBN 978-957-32-6315-9

## 相关作品
- 《丑陋的日本人》
- 《丑陋的韩国人》
- 《丑陋的美国人（英语：Ugly Americans(book)）》